# نجم البحر شقائق النعمان
نجم البحر شقائق النعمان أو شقائق النعمان البحرية (Nematostella vectensis) هي نوع من شقائق النعمان البحرية الصغيرة التي تعيش على الساحل الشرقي للولايات المتحدة، مع وجود مجموعات على طول ساحل جنوب شرق إنجلترا والساحل الغربي للولايات المتحدة (فئة أنثوزوا، شعبة القراصات، وهي مجموعة شقيقة من ثنائيات التناظر). تم العثور على شقائق النعمان في المياه الضحلة قليلة الملوحة للبحيرات الساحلية والمستنقعات المالحة حيث تتم دفن عمودها النحيف عادة في الوحل وتكشف مخالبها. تم تسلسل الجينوم الخاص بها ويتم زراعتها في المختبر ككائن نموذجي، لكن الاتحاد الدولي لحفظ الطبيعة صنفه على أنه "نوع معرض للخطر" في البرية.

## الوصف
شقائق النعمان البحرية لها نهاية قاعدية منتفخة وعمود متقلص يتراوح طوله من أقل من 2 إلى 6 سم (0.8 إلى 2.4 بوصة). هناك تقسيم واضح إلى حد ما بين لوح الكتف، والجزء الرئيسي من العمود، والرأس وهو الجزء الموجود أسفل تاج المجسات. يحتوي السطح الخارجي للعمود على غطاء فضفاض من المخاط تميل جزيئات الرواسب إلى الالتصاق به. يوجد في الجزء العلوي من العمود قرص شفوي يحتوي على فم محاط بحلقتين من المجسات الطويلة النحيلة. عادةً ما يكون هناك أربعة عشر مجسًا ولكن أحيانًا ما يصل إلى عشرين مجسًا، ويكون الأبعد أطول من الدودة الداخلية. شقائق النعمان البحرية النجمية شفافة وعديمة اللون إلى حد كبير ولكنها عادة ما تحتوي على نمط من العلامات البيضاء على العمود وشريط أبيض على اللوامس.

## الإنتشار
توجد شقائق النعمان البحرية النجمية على الساحل الشرقي والغربي لأمريكا الشمالية. يمتد نطاقها من نوفا سكوشا إلى لويزيانا على الساحل الشرقي ومن واشنطن إلى كاليفورنيا على الساحل الغربي. وهي معروفة أيضًا من ثلاثة مواقع في المملكة المتحدة - اثنان في شرق أنجليا وواحد في جزيرة وايت. موطنها النموذجي هو البرك قليلة الملوحة والبحيرات قليلة الملوحة والخنادق والبرك في المستنقعات المالحة. توجد في أوضاع قليلة تدفق المياه ونادرًا ما تحدث أكثر من متر واحد (ياردة) تحت السطح. يمكن أن يتحمل مجموعة واسعة من الملوحة، من 2 إلى 52 جزءًا في الألف في جنوب إنجلترا، ويبدو أنه يتكاثر بشكل أفضل بحوالي 11 جزءًا في الألف. عادة ما يتم دفنها حتى التاج في طين ناعم أو رمال، مع وجود مخالبها على سطح الرواسب. عند عدم التغذية ، يتم سحب اللوامس إلى العمود.

## دورة الحياة
على الساحل الشرقي للولايات المتحدة، يتم التكاثر في الغالب بالوسائل الجنسية. تنضج شقائق النعمان في حوالي ثلاثة إلى أربعة أشهر بطول 2 سم (0.8 بوصة) أو أكثر. يتم وضع ما يصل إلى ألفي بيضة في كتلة هلامية. اليرقات المستوية الكروية التي تفقس بعد حوالي يومين تقضي حوالي أسبوع في عمود الماء قبل أن تستقر على الرواسب وتخضع لتحول إلى صغار. في جنوب إنجلترا يبدو أن جميع الأفراد من الإناث والتكاثر يتم عن طريق التبرعم. شقائق النعمان ذات التاجين شائعة في هذا الموقع وهؤلاء الأفراد يخضعون لاحقًا للانشطار في شقائق النعمان البحرية المنفصلة. على الساحل الغربي للولايات المتحدة، جميع الأفراد من الإناث أيضًا بينما في نوفا سكوتيا، جميعهم من الذكور ومن المرجح أن يكون التكاثر في كلا المجموعتين عن طريق اللاجنسي.

## البحوث العلمية
الكائنات المجوفة هي أبسط الحيوانات التي تنتظم فيها الخلايا في أنسجة. تشمل الخلايا المتخصصة الخلايا الظهارية والخلايا العصبية والألياف العضلية والخلايا الجذعية، وهناك مصفوفة معقدة خارج الخلية. يتم استخدام النعمان البحري النجمي ككائن حي نموذجي لدراسة التطور وعلم الجينوم وعلم الأحياء التناسلي وعلم الأحياء التطوري والبيئة. من السهل العناية بها في المختبر، حتى في المواقع الداخلية، وقد تم تطوير بروتوكول لتحريض تكوين الأمشاج الذي يمكن أن ينتج أعدادًا كبيرة من الأجنة على أساس يومي. تم تسلسل الجينوم الخاص به. أظهر تحليل علامات التسلسل المعبر عنها والجينوم بأكمله درجة ملحوظة من التشابه في الحفاظ على تسلسل الجينات والتعقيد بين شقائق النعمان البحرية والفقاريات. أظهر التسلسل الأخير لجينومه المعقد أنه يحتوي على ما يقدر بـ 18000 جينة ترميز بروتين. يتم الحفاظ على مخزونها وهيكلها وتنظيمها بشكل كبير عند مقارنتها مع الفقاريات ولكنها تختلف بشكل مدهش عن ذباب الفاكهة والديدان الخيطية، التي فقدت العديد من الجينات والإنترونات وشهدت إعادة ترتيب الجينوم، مما يشير إلى أن جينوم سلفهم المشترك كان أيضًا جينوم معقد.

## روابط خارجية
- StellaBase
- Nematostella. Tree of Life.
- JGI's Nematostella Genome Project